# Hezuo
Hezuo  (léase Jo-Zuó, en chino simplificado, 合作市; pinyin, Hézuò shì) es una municipio de la Prefectura autónoma de Gannan en la provincia de Gansu, República Popular China, con una población censada en noviembre de 2010 de 90 290 habitantes.
Se encuentra situada en el sur de la provincia, cerca de la frontera con las provincias de Qinghai y Sichuan.